# پیشچانگکی
پیشچانگکی (به لهستانی:  Pieszczaniki) یک روستا در لهستان است که در گمینا گرودک واقع شده‌است.